# Donkey Kong Country
Donkey Kong Country (с англ. — «Страна Донки Конга») — видеоигра в жанре платформера, разработанная компанией Rareware эксклюзивно для игровой приставки SNES в 1994 году. Позже была переиздана на консолях: Game Boy Color (2000), Game Boy Advance (2003), Wii Virtual Console (2007), Wii U Virtual Console (2014), New Nintendo 3DS (2016) и Nintendo Switch (2020).
Действие игры разворачивается на «Острове Донки Конга» (англ. Donkey Kong Island); сюжет строится вокруг Донки Конга и его племянника Дидди Конга, которые должны вернуть запасы бананов, украденные Королём К. Рулом и кремлингами. Разработка игры началась вскоре после того, как братья Тим и Крис Стэмперы из студии Rare начали экспериментировать с графическими библиотеками Silicon Graphics, производя рендеринг реалистичных 3D-спрайтов. Компания Nintendo заинтересовалась работой Rare и вскоре приобрела 49 % акций компании. Перед студией была поставлена задача — разработать для SNES новый продукт, используя технологии Alias и SGI. Братья Стэмпер сформировали команду из 12 человек, после чего начали разработку игры про Донки Конга — весь процесс занял 18 месяцев.
Donkey Kong Country — первая игра серии, в работе над которой не принимал прямого участия Сигэру Миямото (создатель оригинального персонажа). Продюсирование проекта было поручено Тиму Стэмперу, хотя Миямото всё же поддерживал связь с разработчиками. Donkey Kong Country была тепло встречена критиками и имела внушительные финансовые показатели — по всему миру было продано более девяти миллионов копий игры. По уровню продаж Donkey Kong Country занимает третье место среди всех игр, выпущенных для SNES.

## Сюжет
Донки Конг вместе со своим племянником Дидди должен вернуть запасы бананов, похищенные Королём К. Рулом и его кремлингами. Донки Конг обнаруживает, что хранилище бананов, расположенное прямо под его домом, опустошено, и отправляется в путешествие по родному острову. Собирая потерянные бананы в самых разных местах острова, Донки Конг должен уничтожить множество противников, среди которых встречаются рептилии-кремлинги и другие опасные создания. В этом путешествии ему помогают другие члены семьи Конг: Дидди, сопровождающий Донки в его путешествии, Крэнки, дающий советы и подсказки по ходу путешествия, Кэнди, заведующая местами отдыха на острове, и Фанки, обеспечивающий быстрое передвижение по его локациям. Также на помощь Донки Конгу приходят различные животные, каждое со своими уникальными способностями. В конце концов Донки Конг добирается до корабля «Gangplank galleon» (англ. Пиратский галеон), где сражается с королём К. Рулом. После уничтожения Рула запасы бананов возвращаются на своё место.

## Игровой процесс
Цель игры — пройти 40 этапов и вернуть запасы бананов, похищенные кремлингами.
Каждый уровень уникален и содержит различные задания: плавание, поездка на шахтёрских вагонетках, полёты между пушечными установками. Игрок теряет жизнь, если он касается любого противника или проваливается за пределы экрана. Противников можно уничтожать прыжком на голову, метанием в них бочек, которые разбросаны по этапу, или приёмом «колесо». Игра заканчивается с потерей всех жизней. В начале игры у игрока есть пять жизней. Их можно пополнять собирая бананы, раскиданные по уровню, буквы, из которых получается слово «KONG», воздушные шарики и золотые фигурки животных. Набрав три однотипных фигурки, можно попасть на бонусный уровень.
В игре множество потайных мест, при попадании в которые можно сыграть в дополнительные мини-игры, в случае победы дающие жизни или полезные предметы.

Первый этап игры. Донки Конг сидит на носороге Рамби. Только что было собрано слово «KONG»

На некоторых уровнях игроку могут прийти на помощь различные животные. Чтобы получить их помощь, необходимо найти и разбить специальный ящик с символом животного. Всего животных пять: носорог Рамби (англ. Rambi), страус Экспрессо (англ. Expresso), рыба-меч Ангард (англ. Enguarde), лягушка Винки (англ. Winky) и попугай Сквокс (англ. Squawks). В зависимости от типа уровня определяется тип животного: так, Ангарда можно найти только на подводных уровнях, а Сквокс обитает только в пещерах.
Некоторые животные предоставляют доступ к бонусным играм.
Кроме того, игрок может переключаться между Донки и Дидди. Донки Конг больше и сильнее, что позволяет ему расправляться с более крупными противниками, а Дидди Конг быстрее и проворней. Дидди дальше прыгает и быстрее бегает.
Играть можно как одному, так и вдвоём. В первом случае второй обезьяной управляет компьютер, он следует по траектории игрока с небольшим опозданием. Во втором случае возможно два варианта: когда один игрок управляет Донки, а другой Дидди, или когда каждый игрок управляет по очереди своей командой обезьян.
Весь игровой процесс разбивается на несколько уровней, каждый из которых содержит шесть-восемь этапов, объединённых какой-то темой. Между этапами и уровнями игрок управляет своими персонажами на карте мира. Ещё не пройденные этапы и уровни обозначены головой кремлинга — главного противника в игре, пройденные — головой той обезьяны, которая под управлением игрока закончила проходить этап. Если игрок нашел все секретные бонусные игры в уровне, его название на карте оканчивается восклицательным знаком. Это помогает искать ещё не найденные секреты. Также на карте есть этапы, обозначенные головами других членов семьи Конг: Кэнди (позволяет сохранить игру), Фанки (позволяет перемещаться между уровнями) и Крэнки (даёт полезные советы). В конце уровня игроку предстоит битва с боссом.
Вся информация по собранным бананам, оставшимся жизням и другая важная статистика показывается в верхней части экрана. Информация по собранным буквам и золотым фигуркам отображается не постоянно, а лишь в течение нескольких секунд после получения очередной фигурки или буквы.

## Разработка

Постер с информацией об особенностях игры. Демонстрирует трёхмерную модель главного героя

До работы над Donkey Kong Country Крис и Тим Стамперы экспериментировали с программным обеспечением Silicon Graphics — их первым проектом был симулятор бокса, который в итоге так и не был выпущен). Несмотря на то, что игра находилась на ранней стадии разработки, сотрудники Nintendo были впечатлены возможностями молодой студии. Гэнъё Такэда отправился в Японию к президенту Nintendo Хироси Ямаути, чтобы порекомендовать заключить с ними контракт. По завершении переговоров между Ямаути и Rare, Nintendo приобрела 49 % акций компании, подписав договор на определённых условиях сотрудничества. Перед Стэмперами была поставлена задача разработать новый игровой тайтл, используя технологии Silicon Graphics. Братья остановились на игре по мотивам классической Donkey Kong, получив разрешение от Nintendo.
В команду разработчиков входило 12 человек. По словам Дэна Оусэна (англ. Dan Owsen), в общей сложности в работе над игрой принимало участие 20 человек, весь процесс занял около 18 месяцев. Когда Rare представила Nintendo первую демоверсию игры, японцы попросили их существенно уменьшить уровень сложности, так как они хотели получить выверенный баланс — игра должна была получиться более открытой для «простых игроков», и в то же время содержать многочисленные секреты, поддерживающие интерес у «хардкорных» игроков. Перед дизайнером Греггом Майлзом была поставлена задача спроектировать уровни таким образом, чтобы сложность игры прогрессировала по мере её прохождения. На этом этапе разработки Сигэру Миямото — создатель персонажа, который не принимал непосредственного участия в работе над игрой, — также внёс некоторые предложения, которые были включены в финальную версию игры (например, некоторые движения Конга).
Игровая модель Донки Конга была переработана для придания персонажу трёхмерной внешности. Унаследовав лишь красный галстук из версии 1994 года для Game Boy, главный герой получил новый облик, который стал классическим и продолжал использоваться почти во всех последующих играх с его участием. До покупки студии Rare фирмой Microsoft (2002-й год), во всех играх Nintendo с участием Донки Конга (включая Mario Kart 64, Super Smash Bros., и франшизу Mario Party) отдельно упоминалась студия Rare в связи с использованием их модели этого персонажа. Для того, чтобы придумать движения Донки Конга, разработчики провели большое количество времени в зоопарке Twycross Zoo наблюдая и делая видеозаписи реальных горилл. Тем не менее, они пришли к выводу, что в тех редких случаях, когда гориллы двигались, их движения были «совершенно непригодны для стремительного процесса видеоигры», в итоге анимация бега Конгов была основана на лошадином галопе.
Возникали споры относительно внешнего вида Донки Конга; мы хотели модернизировать его образ и придать персонажу другую индивидуальность. У Сигэру Миямото были очень сильные идеи о том, как он должен выглядеть.
Первоначально в Rare рассчитывали использовать в игре обновлённый вариант Донки Конга-младшего (англ. Donkey Kong Jr.), создав соответствующую модель. Однако это не устроило руководство Nintendo, так как японцы считали, что новая версия получилась слишком изменённой по сравнению с классической моделью, и настаивали на том, чтобы Rare переработали её в соответствии с первоначальным обликом героя либо использовали эту модель в качестве абсолютно нового персонажа. Майлз решил, что новый персонаж подходит для концепции обновленной вселенной Донки Конга, поэтому он продолжил работу над изменением модели и переименовал персонажа в Динки Конга, но после юридических консультаций Rare сменила его имя на Дидди Конг.
Donkey Kong Country была одной из первых игр для домашних игровых консолей, в которой использовались предварительно отрендеренные модели, создававшиеся в 3D. Похожую технологию использовала игра Stardust выпущенная в 1993 году для Amiga, в 1995 году Rare реализовали свой второй проект, использующий эту механику — файтинг Killer Instinct. Вынужденные закупить дорогое SGI-оборудование для рендеринга графики, разработчики пошли на значительные финансовые риски. Композитор игры Дэвид Уайз заявил, что каждая рабочая станция обошлась студии в 80 000 фунтов стерлингов. Новая технология сжатия, которую они применили, позволила им соединить подробную детализацию и анимацию для каждого спрайта в выделенной памяти, чего ранее не удавалось сделать для SNES, которая лучше захватывала отрендеренную графику. Nintendo и Rareware обращались к технике для создания игровой графики как «ACM» (Advanced Computer Modelling).

### Продвижение
Nintendo создала 15-минутное видео в поддержку игры — Donkey Kong Country: Exposed, — которое распространялось на VHS среди подписчиков журнала Nintendo Power. Видео с комментариями ведущего — комика Джоша Вольфа — демонстрировало небольшую экскурсию по центральному американскому офису Nintendo в Редмонде, а также съёмки процесса создания игры. Кроме того, в этом видео были представлены советы нескольких тестеров, как получить доступ к бонусным уровням и выполнять различные трюки. Несколько разработчиков также рассказали о графической составляющей игры, революционной для своего времени. В одном из фрагментов ролика был сделан акцент на эксклюзивности игры для Super Nintendo — её не планируют выпускать на приставках фирмы Sega (намёк на Sega 32X и Sega CD), которые имели более мощную «технологическую начинку». В конце видео содержалась скрытая реклама — ведущий заходил в один из кабинетов и «случайно» натыкался на тестеров, играющих в раннюю версию Killer Instinct.
Nintendo of America сотрудничала с фирмой Kellogg's, организовав отдельную рекламную кампанию — с ноября 1994 года по апрель 1995-го. В коробки с кукурузными хлопьями этой фирмы были добавлены картинки с изображениями персонажей Donkey Kong Country и купоны с розыгрышами различных призов.

### Саундтрек
Дэвид Уайз сочинил бо́льшую часть саундтрека Donkey Kong Country, свой вклад также внесли Эвелин Фишер и Робин Бинланд. Уайз занимался созданием музыки для видеоигр, будучи ещё независимым музыкантом. По его словам, он с самого начала допускал, что сочинённый им саундтрек может быть заменён на мелодии какого-нибудь японского композитора, так как этот проект был очень важен для Nintendo. Тем не менее некоторое время спустя Rare попросила его сочинить три демо-мелодии на тему джунглей, которые были соединены между собой в один трек — «DK Island Swing» (первый уровень игры). В интервью Уайз рассказывал: «Видимо, кто-то счёл эту музыку подходящей, и мне предложили работу в Rare на полную ставку».
Для Donkey Kong Country характерна создающая особое настроение музыка, в которой звуки джунглей смешаны с мелодичным аккомпанементом и перкуссией. Саундтрек отличает большое разнообразие различных музыкальных стилей, которые передают атмосферу того места, на фоне которого звучат. Тематика мелодий различается в зависимости от игровой локации и включает в себя музыку, вдохновлённую африканскими джунглями, пещерами, океанскими рифами, антарктическими ландшафтами и промышленными зонами. В работе Уайза есть отсылки к творчеству Кодзи Кондо — мелодиям из игр серии Mario и Zelda, к произведениям Тима и Джеффа Фоллинов из игры Plok, к саундтрекам из фильмов 80-х годов, созданным при помощи синтезаторов, а также разнообразной танцевальной и рок-музыке, появившейся в те же годы. По словам композитора, он хотел, чтобы музыка, генерируемая при помощи чипа SPC700, походила на звучание синтезатора Korg Wavestation, но в итоге сочинял большую часть музыки сам.
По мотивам игры был выпущен саундтрек под названием «DK Jamz». Первоначально он выполнял функцию рекламного аксессуара — компакт-диски отсылали различным ретейлерам и СМИ. В марте 1995 года диск был выпущен в розничную продажу. Трибьют-версия саундтрека была записана участниками OverClocked ReMix под названием «Kong in Concert», Уайз остался доволен этим проектом.

## Отзывы критиков
| Сводный рейтинг    | Сводный рейтинг | Сводный рейтинг | Сводный рейтинг |
| Издание            | Оценка          | Оценка          | Оценка          |
| Издание            | GBA             | GBC             | SNES            |
| ------------------ | --------------- | --------------- | --------------- |
| GameRankings       | 78,61 %         | 90,38 %         | 89 %            |
| MobyRank           |                 |                 | 90/100          |
| Иноязычные издания |                 |                 |                 |
| Издание            | Оценка          | Оценка          | Оценка          |
| Издание            | GBA             | GBC             | SNES            |
| EGM                |                 |                 | 9,25/10         |
| Game Informer      |                 |                 | 9,5/10          |
| GameSpot           |                 |                 | 7,7/10          |
| IGN                |                 |                 | 8,5/10          |
| Nintendo Life      |                 |                 | 9/10            |
| Nintendo Power     |                 |                 | 4,5/5           |

Donkey Kong Country был очень успешным релизом — игра получила признание критиков и высокие оценки в ретроспективных обзорах. Так, её рейтинг на портале GameRankings составляет 89 %. Многие критики считают, что Donkey Kong Country сохранил позиции Super Nintendo на фоне растущей популярности конкурентов — Sony с их свежей, более мощной PlayStation и Sega с набирающей популярность серией Sonic the Hedgehog. Рецензенты хвалили яркую, красочную и «новаторскую» графику игры. Обозреватель портала IGN Лукас Томас выразил восхищение по поводу того, что 16-битная система от Nintendo могла отображать пререндеринговые 3D-модели и высоко оценил детализированную анимацию персонажей, «богатый фон» и выбор джунглей как места игры. Рецензент журнала GamePro писал: «DKC имеет все элементы настоящей игровой классики: выдающуюся графику, затягивающий геймплей и множество секретов».
Позже игра была выпущена в наборе с консолью SNES — «Donkey Kong Set» (который содержал консоль, контроллер, кабели и картридж с игрой). Этот набор способствовал росту продаж приблизительно на миллион копий, что мотивировало Nintendo перевыпустить игру в 1998 году в категории Player’s Choice. На агрегаторе рецензий GameRankings версия для SNES набрала 89 % баллов, версия для Game Boy Color — 90 %, а версия Game Boy Advance — 79 %. Журнал Nintendo Power высоко оценил порт Donkey Kong Country для Game Boy Color, отметив, что игра была «улучшена благодаря многопользовательским мини-играм и функции принтера Game Boy», и подчеркнув, что, хотя графика «не дотягивает до детализации оригинала», она по-прежнему заслуживает внимания.
В общей сложности, продажи игры по всему миру составляют более девяти миллионов экземпляров. Игра была отмечена множеством наград. В 1994 году она стала лауреатом приза за «Лучшие графические достижения» на церемонии Consumer Electronics Show журнала GamePro. Также она получила несколько наград от издания Electronic Gaming Monthly, в том числе в номинациях «Лучшая игра для SNES», «Лучшая анимация», «Лучшая коллективная игра» и «Игра года». Кроме того, Donkey Kong Country стала единственной видеоигрой, которая была отмечена в списке «Лучших продуктов 1994 года» по версии журнала Time. Donkey Kong Country также получила две награды Kids' Choice в номинации «Лучшая видеоигра» в 1994 и 1995 годах. Тем не менее, в дальнейшем она фигурировала в нескольких антирейтингах: издание 1UP отметило её в своем списке «10 самых переоценённых игр всех времён» (2005), а журнал GameSpy поставил игру на 9-ю строчку в аналогичном списке — «25 самых переоценённых игр всех времён» (2003). Игра заняла лишь 90-е место в списке «200 лучших игр для приставок Nintendo», представленном журналом Nintendo Power в 2006 году, хотя этот же журнал присудил ей звание «Игры года» в 1994-м. Ходили слухи, что и сам создатель Донки Конга, Сигэру Миямото, критиковал игру, называя её игровой процесс посредственным, но позже он несколько раз опровергал слухи о своей антипатии к этой игре, объяснив свои слова тем, что Nintendo оказывала на него давление, требуя сделать Super Mario World 2: Yoshi's Island графически похожим на Donkey Kong Country.

## Наследие
Финансовый успех Donkey Kong Country был основным фактором сохранения высокого уровня продаж SNES в тот период, несмотря на выпуск нового поколения игровых приставок от конкурентов — PlayStation и Sega Saturn. В течение зимних каникул было продано около шести миллионов копий игры. Преодолев порог в девять миллионов проданных копий, Donkey Kong Country заняла третье место по уровню продаж среди всех игр, выпущенных для SNES. Модернизированная внешность Донки Конга стала стандартом для всех следующих игр Nintendo с его участием, включая Super Smash Bros. и игры серии Mario Kart. Кроме того, популярность Donkey Kong Country стала фактором создания целой франшизы на основе этой игровой вселенной — на SNES было выпущено два сиквела. Donkey Kong Country 2: Diddy's Kong Quest и Donkey Kong Country 3: Dixie Kong’s Double Trouble!, изданные в 1995 и 1996 годах соответственно, в техническом плане были не хуже оригинала, в них появилось множество новых персонажей и оригинальных находок в игровом процессе. Кроме того, Дидди Конг стал героем отдельной игры. Diddy Kong Racing была выпущена на Nintendo 64 в 1997 году.

### Переиздания
В 2000 году была выпущена версия игры для Game Boy Color. Был добавлен новый этап «Necky Nutmare» на уровне Chimp Caverns, а также переработан этап «Winky’s Walkway» — он стал более длинным. В этой версии игры часть музыки была удалена, а часть заменена на саундтрек из игры Donkey Kong Land. В 2003 году другая версия игры была издана для Game Boy Advance. Она была ярче, с более сильным контрастом и насыщенными цветами, чтобы сделать игру легче для восприятия на неосвещённом жидкокристаллическом экране. В обоих случаях были добавлены мини-игры (ловля цветных рыбок и танцы), а также галерея картинок, что несколько усложнило геймплей — для полного прохождения игры (на 100 %) нужно было собрать все маленькие голубые фотокамеры, которые давали в качестве приза картинки для галереи, а также пройти все бонусные мини-игры. Помимо этого, появился режим «Соревнование на время», а в версии для GBA — мультиплеерный режим. После портирования игры на портативные консоли детализация персонажей слегка упростилась, кроме того, ухудшилось звуковое оформление. Также изменилась система сохранений — появилась возможность сохраняться в любом месте.
Версия игры для SNES была адаптирована на Virtual Console для Wii. Игра была выпущена 7 декабря 2006 года. Выпущенная версия эмулировала версию картриджа 1.1. В 2014-м году Donkey Kong Country вышла на Wii U Virtual Console. 24 марта 2016 года игра была издана в аналогичном сервисе — Virtual Console — для New Nintendo 3DS, а 15 июля 2020 года для Nintendo Switch в рамках сервиса Nintendo Switch Online.